# Francesco Peretti di Montalto
Francesco Peretti di Montalto (1597. – 1655.) bio je talijanski biskup i kardinal.
Dodijeljen mu je 16. veljače 1642. kardinalski naslov hrvatske crkve svetog Jeronima u Rimu. Umro je 3. ožujka 1655.

### Članci
- Bogdan, Jure. 2005. Hrvatska crkva svetog Jeronima u Rimu i njezini kardinali naslovnici. Crkva u svijetu. Sveučilište u Splitu - Katolički bogoslovni fakultet. Split. 40 (2): 187–205